# Bryoptera nitidulata
Bryoptera nitidulata är en fjärilsart som beskrevs av Walker 1862. Bryoptera nitidulata ingår i släktet Bryoptera och familjen mätare. Inga underarter finns listade i Catalogue of Life.